# Kalix domsaga
Kalix domsaga var en domsaga i Norrbottens län. Den bildades 1 januari 1877 (enligt beslut den 26 maj 1876), ur del av Norrbottens norra domsaga, och upplöstes 1971 i samband med tingsrättsreformen i Sverige. Domsagan överfördes då till Haparanda tingsrätt.
Domsagan lydde först under Svea hovrätt, men överfördes till domkretsen för hovrätten för Övre Norrland när denna bildades 1936.

## Tingslag
Som mest låg fyra tingslag under domsagan men detta antal minskades i etapper. 1 januari 1904 (enligt beslut den 26 juni 1903) överfördes Gällivare lappmarks tingslag till den nybildade Gällivare domsaga. 1 januari 1948 (enligt beslut den 10 juli 1947) bildades Kalix domsagas tingslag genom en sammanslagning av Nederkalix, Råneå och Överkalix tingslag. När domsagan upphörde 1971 löd under den således bara ett tingslag.

### Från 1877
- Gällivare lappmarks tingslag
  - Gällivare landskommun
- Nederkalix tingslag
  - Nederkalix landskommun
- Råneå tingslag
  - Råneå landskommun
- Överkalix tingslag
  - Överkalix landskommun

### Från 1904
- Nederkalix tingslag
  - Nederkalix landskommun, Töre landskommun (utbrutet 1924 ur Nederkalix landskommun)
- Råneå tingslag
  - Råneå landskommun
- Överkalix tingslag
  - Överkalix landskommun

### Från 1948
- Kalix domsagas tingslag
  - Kalix landskommun (från 1967), Nederkalix landskommun (uppgick 1967 i Kalix landskommun), Råneå landskommun (överfördes 1969 till Luleå rådhusrätt), Töre landskommun (uppgick 1967 i Kalix landskommun), Överkalix landskommun

## Häradshövdingar
- 1877–1915 Fredrik Appelberg
- 1916–1932 Nils Quennerstedt
- 1929–1932 Tord Sandström (tillförordnad)
- 1933–1940 Arvid Swartling
- 1940–1947 Yngve Kristensson
- 1948–1959 Lars Munck af Rosenschöld
- 1959-1968 Åke Åkebring

## Befolkningsutveckling
| Befolkningsutvecklingen i Kalix domsaga 1880–1965 | Befolkningsutvecklingen i Kalix domsaga 1880–1965 | Befolkningsutvecklingen i Kalix domsaga 1880–1965 | Befolkningsutvecklingen i Kalix domsaga 1880–1965 | Befolkningsutvecklingen i Kalix domsaga 1880–1965 |
| --- | ------------------------------------------------- | ------------------------------------------------- | ------------------------------------------------- | ------------------------------------------------- |
| |                                                   |                                                   |                                                   |                                                   |
| År |                                                   |                                                   | Folkmängd                                         |                                                   |
| 1880 | 1880                                              |                                                   | 24 024                                            |                                                   |
| 1890 | 1890                                              |                                                   | 27 614                                            |                                                   |
| 1900 | 1900                                              |                                                   | 38 007                                            |                                                   |
| 1910 | 1910                                              |                                                   | 29 515                                            |                                                   |
| 1920 | 1920                                              |                                                   | 31 821                                            |                                                   |
| 1930 | 1930                                              |                                                   | 34 130                                            |                                                   |
| 1935 | 1935                                              |                                                   | 35 836                                            |                                                   |
| 1940 | 1940                                              |                                                   | 37 096                                            |                                                   |
| 1945 | 1945                                              |                                                   | 38 169                                            |                                                   |
| 1950 | 1950                                              |                                                   | 37 748                                            |                                                   |
| 1955 | 1955                                              |                                                   | 37 216                                            |                                                   |
| 1960 | 1960                                              |                                                   | 35 825                                            |                                                   |
| 1965 | 1965                                              |                                                   | 32 480                                            |                                                   |
| Anm: Gällivare lappmarks tingslag utbrutet till Gällivare domsaga 1904. För åren 1880-1945: befolkning enligt folkräkning 31 december enligt den administrativa indelningen den 1 januari följande år. 1950 avser befolkning enligt folkräkning den 31 december enligt den administrativa indelningen den 1 januari 1952. 1955 avser den kyrkobokförda befolkningen den 31 december enligt den administrativa indelningen den 1 januari följande år. 1960 avser befolkning enligt folkräkning den 1 november enligt den administrativa indelningen den 1 januari följande år. |                                                   |                                                   |                                                   |                                                   |